# Тревико (Авелино)
Тревико (итал. Trevico) је насеље у Италији у округу Авелино, региону Кампанија.
Према процени из 2011. у насељу је живело 356 становника. Насеље се налази на надморској висини од 1061 м.

## Становништво
Према резултатима пописа становништва 2011. у општини је живело 1.072 становника.
| 1931. | 1936. | 1951. | 1961. | 1971. | 1981. | 1991. | 2001. | 2011. |
| ----- | ----- | ----- | ----- | ----- | ----- | ----- | ----- | ----- |
| 1.700 | 1.855 | 1.881 | 1.706 | 1.758 | 1.798 | 1.636 | 1.284 | 1.072 |